# Davíð Kristján Ólafsson
Davíð Kristján Ólafsson (Kópavogur, 15 maggio 1995) è un calciatore islandese, centrocampista del KS Cracovia e della nazionale islandese.

## Carriera

### Club
Ólafsson ha cominciato la carriera con la maglia dell'Augnablik in 3. deild karla, quarto livello del campionato islandese. L'anno seguente è stato ingaggiato dal Breiðablik, per cui ha esordito in Úrvalsdeild in data 12 maggio 2014, schierato titolare nella sconfitta per 2-0 patita sul campo del Keflavík. Il 18 maggio successivo ha trovato il primo gol nella massima divisione locale, nel 2-2 casalingo contro il Fjölnir.
Dopo un fruttuoso periodo di prova, in data 14 febbraio 2019 ha firmato un contratto triennale con i norvegesi dell'Aalesund, militanti in 1. divisjon.

### Nazionale
Ólafsson ha rappresentato l'Islanda a livello Under-19, Under-21 e maggiore. Per quanto concerne la selezione Under-21, ha esordito in data 2 settembre 2016: è subentrato ad Elías Már Ómarsson nella vittoria per 0-1 sull'Irlanda del Nord.
Il debutto in nazionale maggiore è arrivato invece il 15 gennaio 2019, schierato titolare nel pareggio per 0-0 contro l'Estonia.

## Statistiche

### Presenze e reti nei club
Statistiche aggiornate al 25 gennaio 2022.
| Stagione        | Club            | Campionato      | Campionato | Campionato | Coppe nazionali | Coppe nazionali | Coppe nazionali | Coppe continentali | Coppe continentali | Coppe continentali | Supercoppe | Supercoppe | Supercoppe | Totale | Totale |
| Stagione        | Club            | Comp            | Pres       | Reti       | Comp            | Pres            | Reti            | Comp               | Pres               | Reti               | Comp       | Pres       | Reti       | Pres   | Reti   |
| --------------- | --------------- | --------------- | ---------- | ---------- | --------------- | --------------- | --------------- | ------------------ | ------------------ | ------------------ | ---------- | ---------- | ---------- | ------ | ------ |
| 2013            | Augnablik       | 3D              | 6          | 4          | CI              | 1               | 0               | -                  | -                  | -                  | -          | -          | -          | 7      | 4      |
| 2014            | Breiðablik      | UD              | 9          | 1          | CI              | 1               | 0               | -                  | -                  | -                  | -          | -          | -          | 10     | 1      |
| 2015            | Breiðablik      | UD              | 9          | 0          | CI              | 2               | 0               | -                  | -                  | -                  | -          | -          | -          | 11     | 0      |
| 2016            | Breiðablik      | UD              | 20         | 0          | CI              | 2               | 0               | UEL                | 2                  | 0                  | -          | -          | -          | 24     | 0      |
| 2017            | Breiðablik      | UD              | 21         | 1          | CI              | 2               | 0               | -                  | -                  | -                  | -          | -          | -          | 23     | 1      |
| 2018            | Breiðablik      | UD              | 22         | 1          | CI              | 5               | 0               | -                  | -                  | -                  | -          | -          | -          | 27     | 1      |
| Totale Víkingur | Totale Víkingur | Totale Víkingur | 81         | 3          |                 | 12              | 0               |                    | 2                  | 0                  |            | -          | -          | 95     | 3      |
| 2019            | Aalesund        | 1D              | 17         | 1          | CN              | 3               | 0               | -                  | -                  | -                  | -          | -          | -          | 20     | 1      |
| 2020            | Aalesund        | ES              | 27         | 0          | -               | -               | -               | -                  | -                  | -                  | -          | -          | -          | 27     | 0      |
| 2021            | Aalesund        | 1D              | 26         | 2          | CN              | 3               | 0               | -                  | -                  | -                  | -          | -          | -          | 29     | 2      |
| Totale Aalesund | Totale Aalesund | Totale Aalesund | 70         | 3          |                 | 6               | 0               |                    | -                  | -                  |            | -          | -          | 76     | 3      |
| 2022            | Kalmar          | A               | 0          | 0          | CS              | 0               | 0               | -                  | -                  | -                  | -          | -          | -          | 0      | 0      |
| Totale          | Totale          | Totale          | 157        | 10         |                 | 18              | 0               |                    | 2                  | 0                  |            | -          | -          | 177    | 10     |

### Cronologia presenze e reti in nazionale
| Cronologia completa delle presenze e delle reti in nazionale ― Islanda | Cronologia completa delle presenze e delle reti in nazionale ― Islanda | Cronologia completa delle presenze e delle reti in nazionale ― Islanda | Cronologia completa delle presenze e delle reti in nazionale ― Islanda | Cronologia completa delle presenze e delle reti in nazionale ― Islanda | Cronologia completa delle presenze e delle reti in nazionale ― Islanda | Cronologia completa delle presenze e delle reti in nazionale ― Islanda | Cronologia completa delle presenze e delle reti in nazionale ― Islanda |
| Data                                                                   | Città                                                                  | In casa                                                                | Risultato                                                              | Ospiti                                                                 | Competizione                                                           | Reti                                                                   | Note                                                                   |
| ---------------------------------------------------------------------- | ---------------------------------------------------------------------- | ---------------------------------------------------------------------- | ---------------------------------------------------------------------- | ---------------------------------------------------------------------- | ---------------------------------------------------------------------- | ---------------------------------------------------------------------- | ---------------------------------------------------------------------- |
| 15-1-2019                                                              | Doha                                                                   | Islanda                                                                | 0 – 0                                                                  | Estonia                                                                | Amichevole                                                             | -                                                                      |                                                                        |
| 16-1-2020                                                              | Irvine                                                                 | Canada                                                                 | 0 – 1                                                                  | Islanda                                                                | Amichevole                                                             | -                                                                      |                                                                        |
| 12-1-2022                                                              | Antalya                                                                | Uganda                                                                 | 1 – 1                                                                  | Islanda                                                                | Amichevole                                                             | -                                                                      | 79’                                                                    |
| 15-1-2022                                                              | Antalya                                                                | Islanda                                                                | 1 – 5                                                                  | Corea del Sud                                                          | Amichevole                                                             | -                                                                      | 85’                                                                    |
| 2-6-2022                                                               | Haifa                                                                  | Israele                                                                | 2 – 2                                                                  | Islanda                                                                | UEFA Nations League 2022-2023                                          | -                                                                      | 45’                                                                    |
| 6-6-2022                                                               | Reykjavik                                                              | Islanda                                                                | 1 – 1                                                                  | Albania                                                                | UEFA Nations League 2022-2023                                          | -                                                                      | 90’                                                                    |
| 13-6-2022                                                              | Reykjavik                                                              | Islanda                                                                | 2 – 2                                                                  | Israele                                                                | Amichevole                                                             | -                                                                      |                                                                        |
| 22-9-2022                                                              | Vienna                                                                 | Venezuela                                                              | 0 – 1                                                                  | Islanda                                                                | Amichevole                                                             | -                                                                      |                                                                        |
| 27-9-2022                                                              | Tirana                                                                 | Albania                                                                | 1 – 1                                                                  | Islanda                                                                | UEFA Nations League 2022-2023                                          | -                                                                      |                                                                        |
| 16-11-2022                                                             | Kaunas                                                                 | Lituania                                                               | 0 – 0                                                                  | Islanda                                                                | Amichevole                                                             | -                                                                      |                                                                        |
| 19-11-2022                                                             | Riga                                                                   | Lettonia                                                               | 0 – 0                                                                  | Islanda                                                                | Amichevole                                                             | -                                                                      | 27’                                                                    |
| 8-1-2023                                                               | Albufeira                                                              | Islanda                                                                | 1 – 1                                                                  | Estonia                                                                | Amichevole                                                             | -                                                                      | 37’                                                                    |
| 12-1-2023                                                              | Faro                                                                   | Svezia                                                                 | 2 – 1                                                                  | Islanda                                                                | Amichevole                                                             | -                                                                      |                                                                        |
| 23-3-2023                                                              | Zenica                                                                 | Bosnia ed Erzegovina                                                   | 3 – 0                                                                  | Islanda                                                                | Qual. Euro 2024                                                        | -                                                                      |                                                                        |
| 26-3-2023                                                              | Vaduz                                                                  | Liechtenstein                                                          | 0 – 7                                                                  | Islanda                                                                | Qual. Euro 2024                                                        | 1                                                                      |                                                                        |
| Totale                                                                 |                                                                        | Presenze                                                               | 15                                                                     |                                                                        | Reti                                                                   | 1                                                                      |                                                                        |